# Sven Hjelmqvist
Sven Lorens Seved Hjelmqvist, född 23 januari 1908 i Lunds stadsförsamling,  död 3 januari 2005 i Lunds Allhelgonaförsamling, Lund, var en svensk geolog och mineralog, professor. Han var son till språkforskaren Theodor Hjelmqvist och barnboksförfattaren Elisabeth Hjelmqvist, ogift Feuk, samt bror till Bengt och Hakon Hjelmqvist.
Hjelmqvist blev student vid Lunds universitet 1925, filosofie kandidat 1928, filosofie licentiat och filosofie doktor 1935 efter att 1934 ha disputerat på avhandlingen Zur Geologie des südschwedischen Grundgebirges: die kristallinischen Gesteine des Romeleåses, allt vid Lunds universitet. Åren 1927–1935 var han amanuens vid nämnda universitets geologisk-mineralogiska institution, 1934–1942 docent i geologi och mineralogi där. År 1936 blev han extra ordinarie geolog vid Sveriges geologiska undersökning och statsgeolog 1942. Han var också professor i petrografi och mineralogi vid Lunds universitet 1952–1973.
Hjelmqvist företog studieresor i Europa och i Sibirien och utförde geologiska fältundersökningar på olika håll i Sverige, däribland Dalarna, Bergslagen och Skåne. Hans skrifter behandlar främst urbergs- och malmgeologiska frågor och därmed sammanhängande petrografiska problem. Han blev ledamot av Fysiografiska sällskapet i Lund 1952 och av Vetenskapsakademien 1968. Han var ledamot i statens naturvetenskapliga forskningsråd 1962–1968. Hjelmqvist är begravd på Klosterkyrkogården i Lund.